# Великоведмезька сільська рада
| Великоведмезька сільська рада — адміністративно-територіальна одиниця та орган місцевого самоврядування у Маневицькому районі Волинської області з адміністративним центром у с. Велика Ведмежка. Історична дата утворення: в 1939 році. Сільській раді підпорядковані населені пункти: - с. Велика Ведмежка - с. Нові Підцаревичі |

## Склад ради
Рада складається з 12 депутатів та голови.

### Керівний склад ради
| ПІБ                          | Основні відомості                                                         | Дата обрання | Дата звільнення |
| ---------------------------- | ------------------------------------------------------------------------- | ------------ | --------------- |
| Бойчук Людмила Костянтинівна | Сільський голова, 1967 року народження, освіта, член народної партії      | 26.03.2006   | 31.10.2010      |
| Бойчук Людмила Костянтинівна | Сільський голова, 1967 року народження, освіта вища, член народної партії | 31.10.2010   |                 |

Примітка: таблиця складена за даними джерела

## Населення
Згідно з переписом УРСР 1989 року чисельність наявного населення сільської ради становила 818 осіб, з яких 387 чоловіків та 431 жінка.
За переписом населення України 2001 року в сільській раді мешкало 717 осіб.

### Мова
Розподіл населення за рідною мовою за даними перепису 2001 року:
| Мова       | Відсоток |
| ---------- | -------- |
| українська | 99,58 %  |
| російська  | 0,42 %   |